# Miwa live tour 2011 "guitarissimo"
『miwa live tour 2011 "guitarissimo"』（ミワ ライブ ツアー 2011 ギタリッシモ）は、miwaの初のライブ映像作品である。

## 概要
miwaの1stアルバム『guitarissimo』リリース後、2011年6月 - 7月に行われたライブツアー『miwa live tour 2011 "guitarissimo"』のうち、7月10日にSHIBUYA-AXで行われたライブの模様を全曲収録している。
DVD・BD、それぞれ初回生産限定盤・通常版の4種パッケージでリリース。初回生産限定盤仕様は、ブックレット付き。特典映像はなし。
音声トラック：リニアPCM (48KHz/24bit) ※Blu-ray本編

## 収録曲
初回生産限定盤、通常盤共通。
1. ありえない!!
2. リトルガール
3. ハツナツ
4. you can do it!
5. friend 〜君が笑えば〜
6. オトシモノ
7. don't cry anymore
8. ウソつき
9. hys-
10. Dear days
11. 醒めない夢
12. chAngE
13. あなたがいないと世界はこんなにつまらない
14. Wake Up, Break Out!
15. 春になったら
16. めぐろ川
17. 441
18. 僕らの未来
19. Chasing hearts
20. つよくなりたい

アンコール1はM.16 - 18、アンコール2はM.19以降。